# Xã Morton, Quận Burleigh, Bắc Dakota
Xã Morton (tiếng Anh: Morton Township) là một xã thuộc quận Burleigh, tiểu bang Bắc Dakota, Hoa Kỳ. Năm 2010, dân số của xã này là 42 người.